# Юке-Тепе (1025)
Юки-Тепе́, Юке-Тепе, высота 1025, Подкова (укр. Юки-Тепе, крымскотат. Yüke Töpe, Юке Тёпе) — гора Главной гряды в Крыму, юго-западная часть яйлы Орта-Сырт. Расположена в Симферопольском районе. Имеет куполообразную, покрытую лиственным лесом вершину, высота 1025 м. Во время Великой Отечественной войны тут базировались в разное время несколько соединений партизан Крыма, велись упорные бои. На вершине поисковиками было сооружено множество памятных знаков партизанам.

## Описание

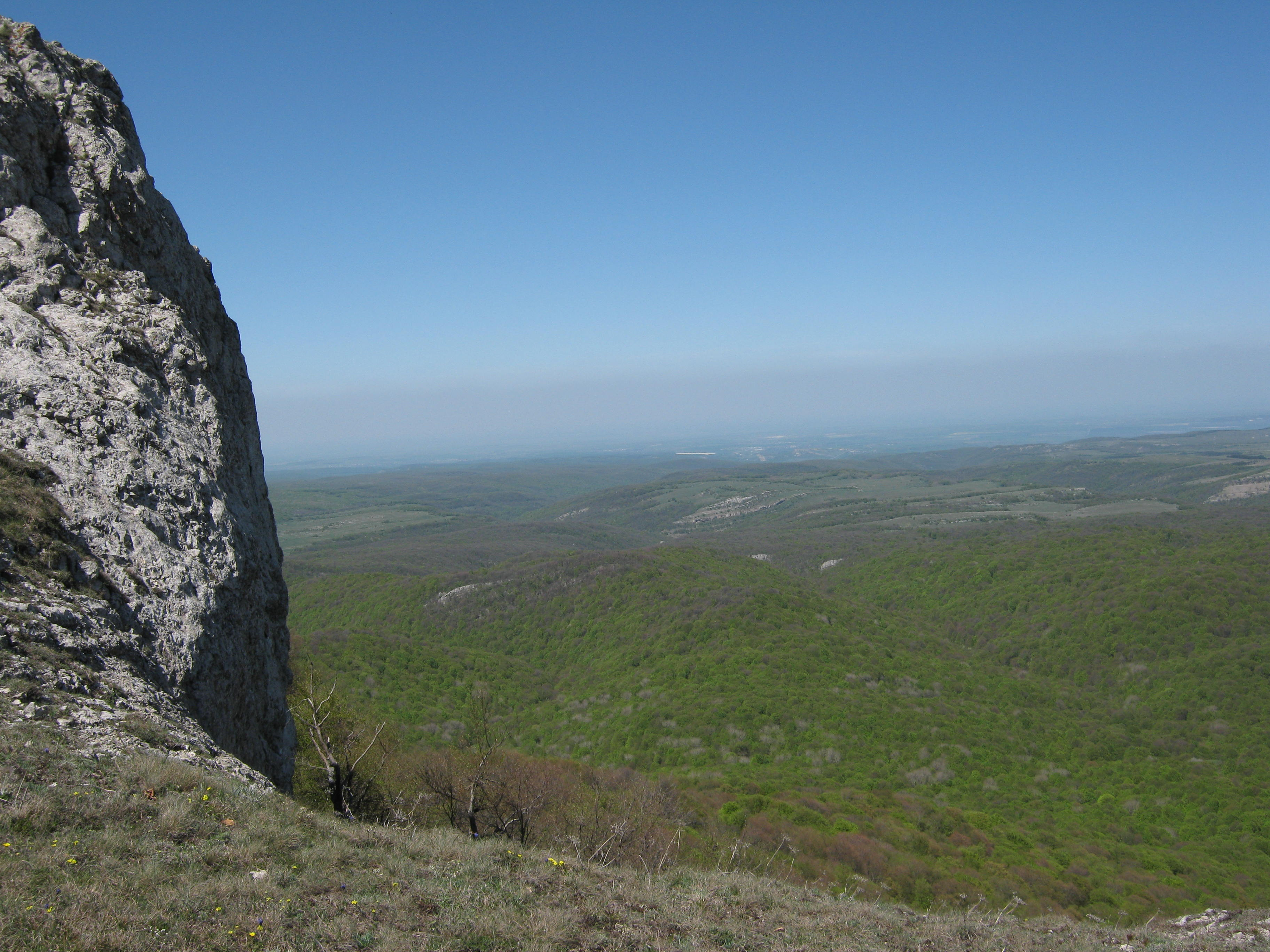
Юке-Тепе и Орта-Сырт, вид с носа Тырке Фото высокого разрешения, кликните для увеличения

Название в переводе с крымскотатарского языка означает «липовая вершина» (yüke — липа, töpe — вершина). Высота наивысшей точки — 1025 м. Вершина имеет форму подковы (откуда ещё одно более позднее название), рога которой ориентированы на северо-запад. Юго-восточный склон крутой, имеет скальную стенку. Покрыта буково-дубово-грабовым лесом.
Расположена в Симферопольском районе. С запада вершину отделяет глубокая долина реки Бурульча. На другом берегу долины, ещё западнее находится гора Дедов Курень, 1016 м. С юга от Юке-Тепе пролегает долина притока Бурульчи, на ряде карт названного Партизанка. С востока и севера другой безымянный (у И. Л. Белянского — речка Кучук-Суат) приток Бурульчи с непостоянным водотоком. Его долина отделяет Юке-Тепе от основного массива южной части Орта-Сырта. На другом берегу долины к северу от Юке-Тепе урочище Мокроусовские скалы, названные так по базированию тут в 1942 году Штаба партизанского движения Крыма под командованием А. В. Мокроусова.
На южном склоне горы, над скальным выступом находится смотровая площадка на Тырке-яйлу. В другие стороны в связи с лесным покровом обзор с вершины Юке-Тепе ограничен.

## История
Район зуйских лесов стал в ноябре 1941 года местом базирования 2-го района партизан Крыма (Зуйские и Карасубазарские леса) в который вошли Карасубазарский, Джанкойский, Ичкинский, Колайский, Сейтлерский, Зуйский, Биюк-Онларский отряды, а позднее Красноармейский отряд № 1 и Красноармейский отряд № 2.
Сеть глубоких речных долин (Бурульча, Малая Бурульча, Суат) между Долгоруковской яйлой, хребтом Яман-Таш и яйлой Орта-Сырт давала партизанам возможности маневра силами и отхода. Даже после временных отступлений в ходе больших прочёсов район вскоре снова занимался партизанами. Дополнительно его ценность заключалась в наличии на северо-востоке Орта-Сырта Малого партизанского аэродрома.
На высоте 1025 базировалось командование 2-го партизанского района. В 1941—1942 годах тут был штаб 2-го партизанского района во главе с И. Г. Кураковым и И. С. Бединым. В 1944 году командный пункт Северного соединения партизан Крыма (командир П. Р. Ямпольский, комиссар Н. Д. Луговой). Некоторое время размещался подпольный Крымский областной комитет партии. Партизанская радиостанция осуществляла связь с «Большой землей».
Место упорных боёв во время «Большого прочёса» 22-25 июля 1942 года, когда немецко-румынские войска тщетно пытались полностью очистить Крымские горы от партизан.
В санпалатках госпиталя 2-го района накануне боя под горой Юкие-Тепе в русле Бурульчи 25 июля 1942 года находились 62 человека больных и раненых. Врачи Я. А. Рубан, С. Г. Митлер, Н. П. Кострубей и медсестры Вера Широ, Алла Муслюмова, Оля Шилкина, Меланья Тарлакова и другие оказывали им медицинскую помощь. На рассвете 25 июля противнику удалось просочиться в район. Раненные и персонал отбивались до последнего патрона. В бою погибли в том числе врач Нина Петровна Кострубей и военфельдшер Кирилл Григорьевич Найденко.

## Памятники

### Партизанская пушка

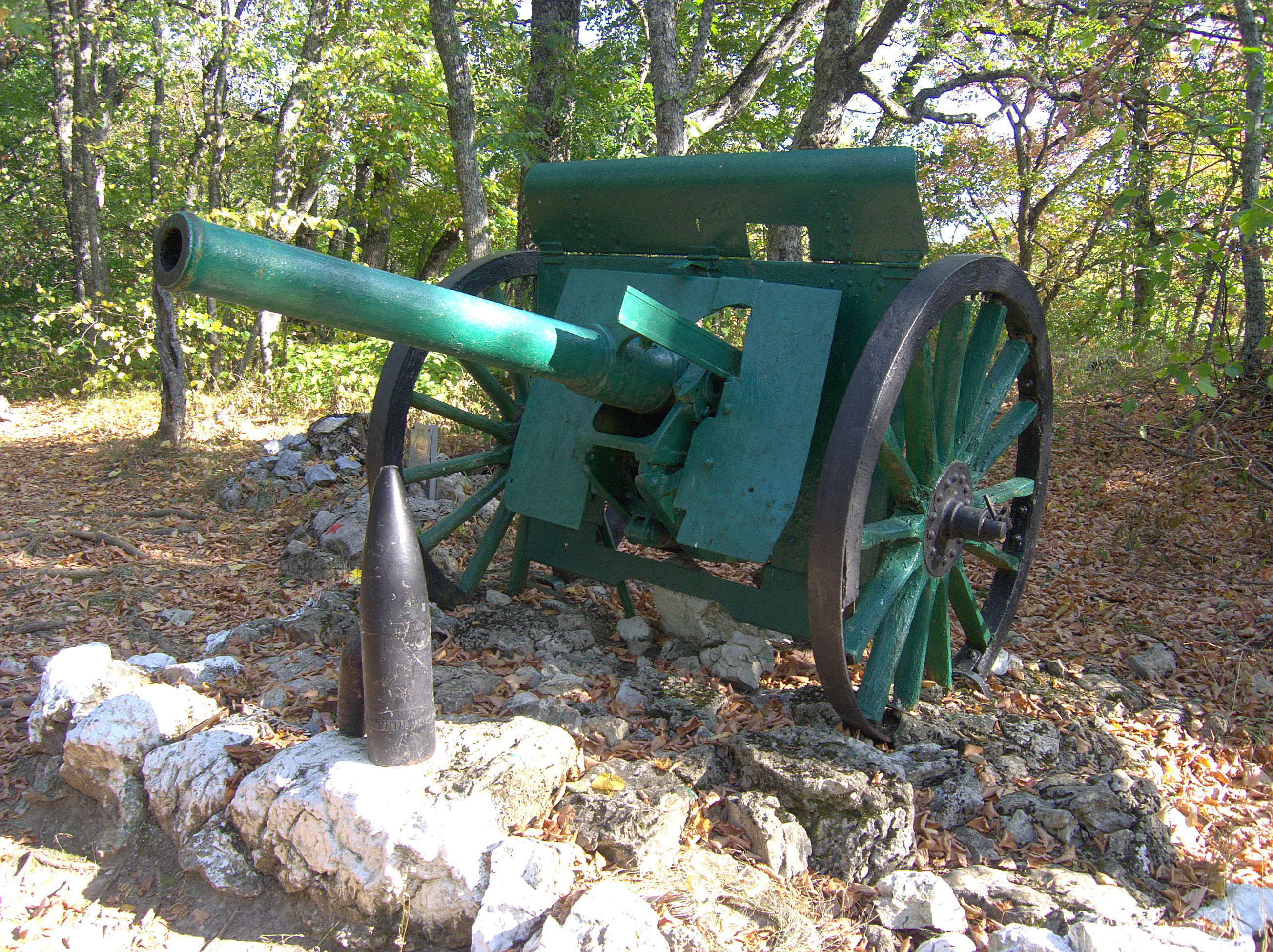
Памятный знак партизанам-артиллеристам на горе Юки-Тепе (высота 1025).
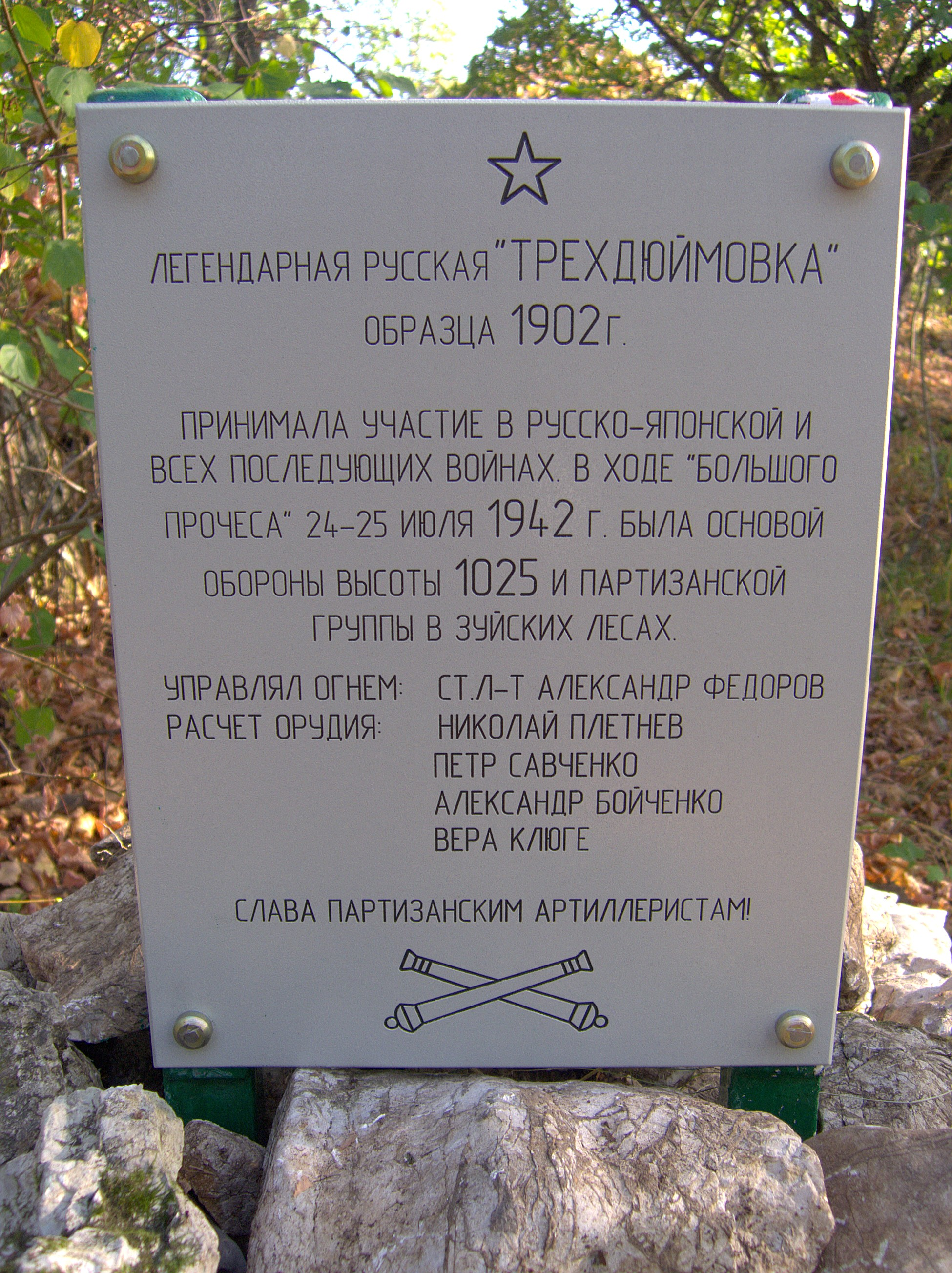
Табличка с исторической справкой
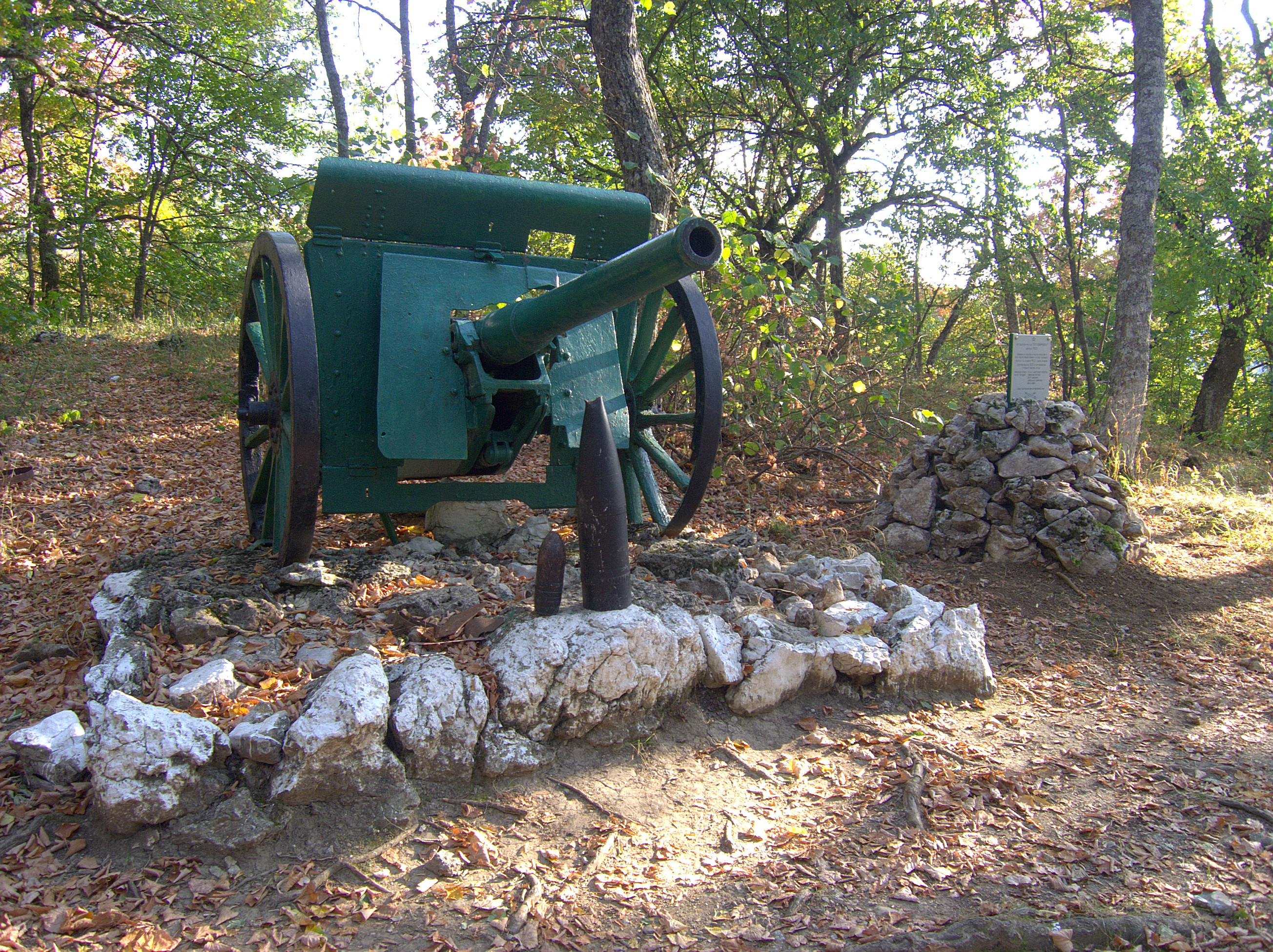
Общий-вид
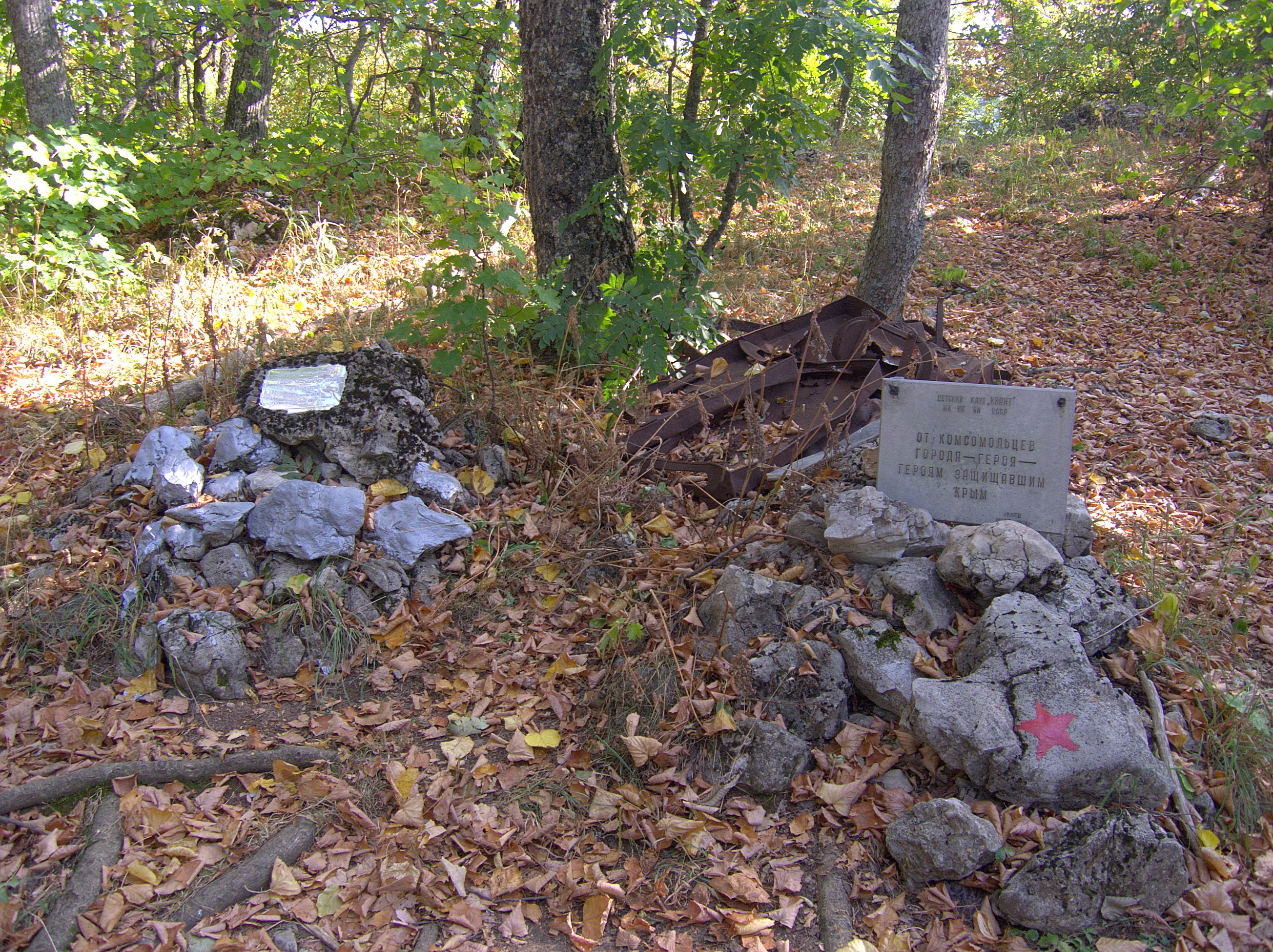
Таблички-посвящения от коллективов и поисковиков разных лет
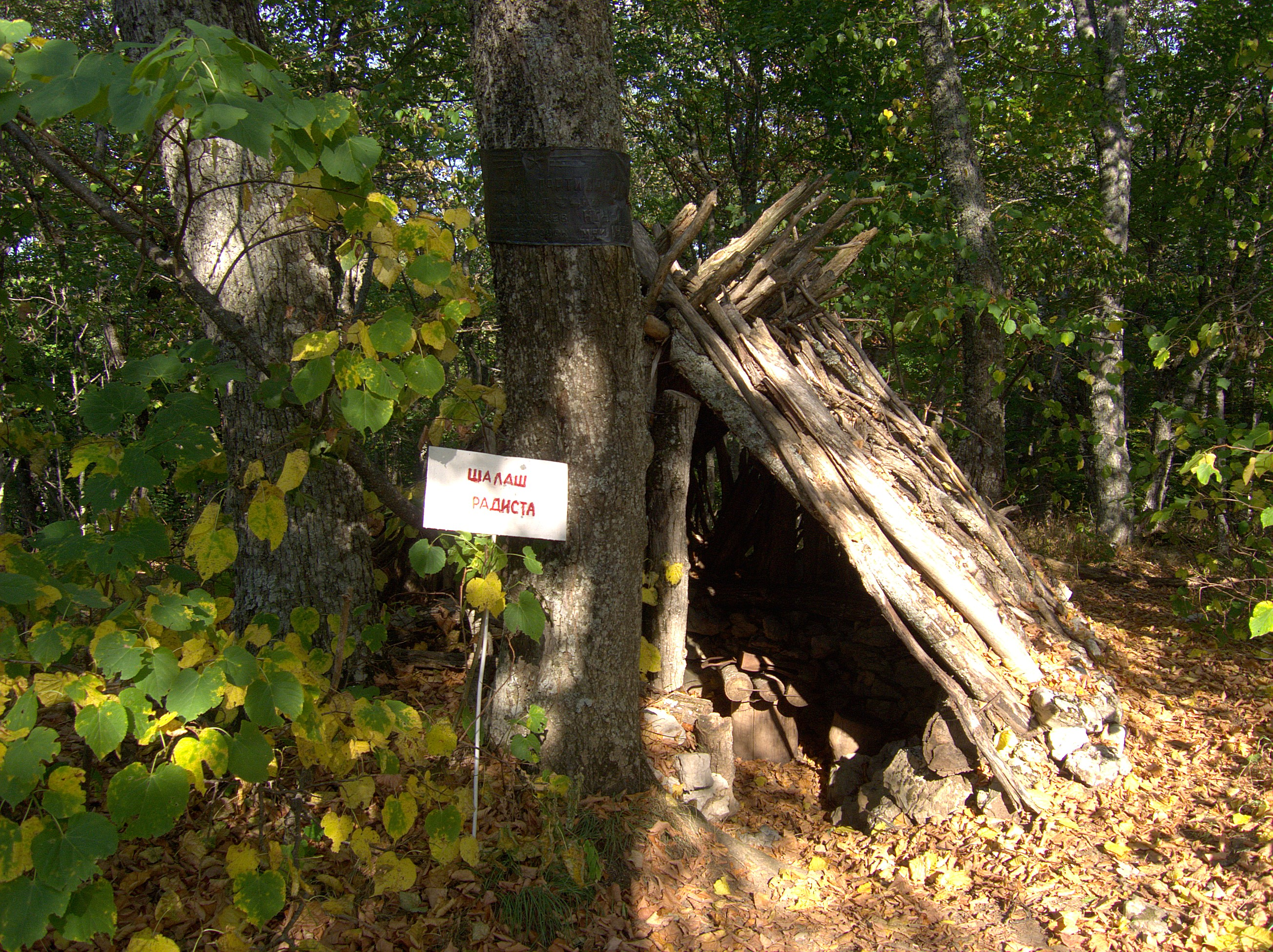
Шалаш радиста
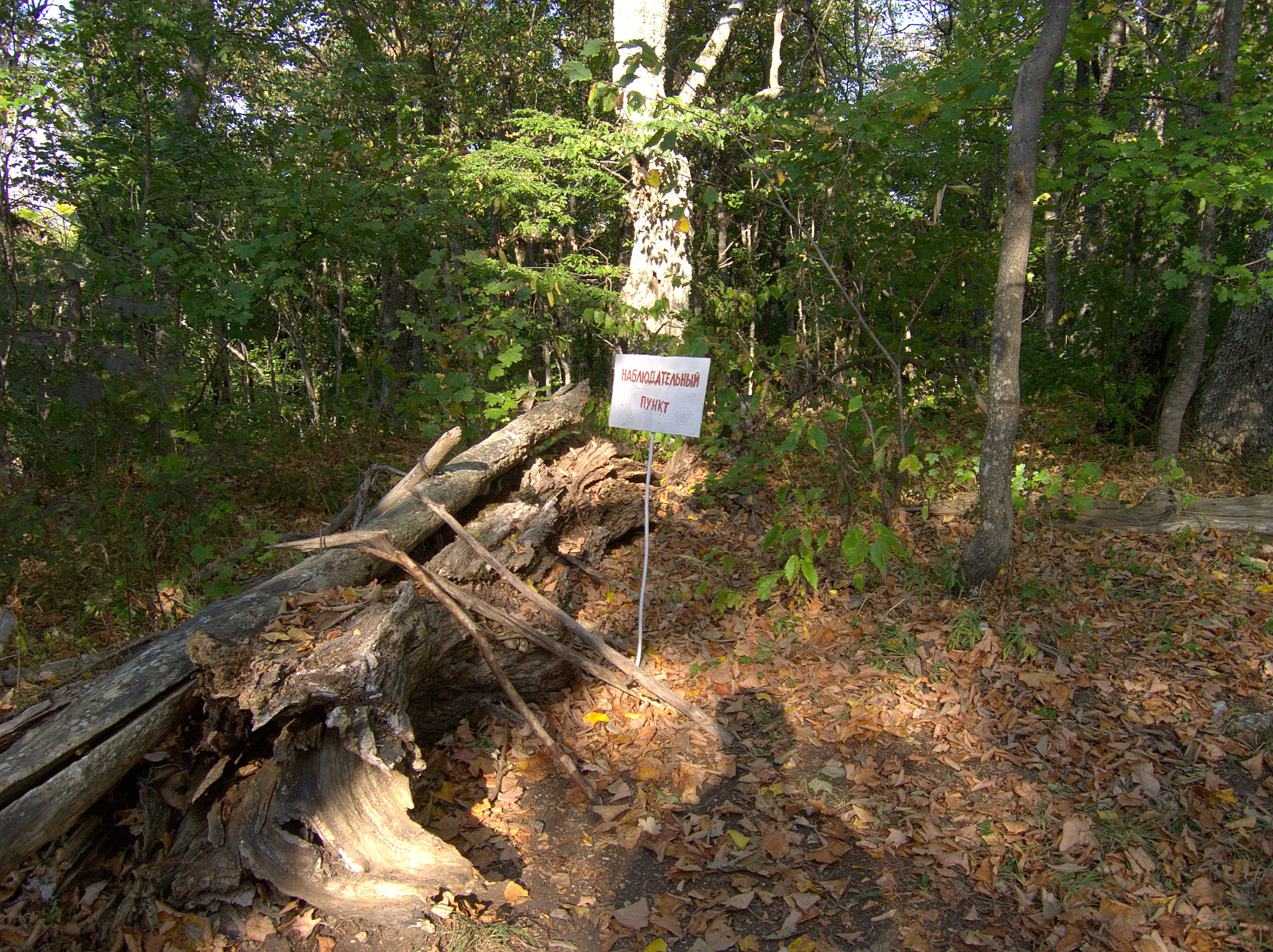
Наблюдательный пункт

Официальное название Памятный знак партизанам-артиллеристам на горе Юки-Тепе (высота 1025). 44°50′47″ с. ш. 34°25′50″ в. д.
Был сооружён в 1962 году комсомольцами. Эта трехдюймовая пушка была оставлена советскими войсками в районе Барабановки в ходе отступления к Севастополю. Партизаны укрыли орудие и позднее на руках затащили на гору Юке-Тепе. В ходе боёв лета 1942 года с заросшей лесом высоты 1025 она вела огонь по ближайшим возвышенностям. Командир орудия старший лейтенант Александр Фёдоров. Расчёт Н. Плетнёв, П. Савченко, А. Бойченко, В. Клюге. Когда боеприпасы закончились, партизаны сбросили орудие с крутого склона, чтобы оно не досталось врагу. Около 20 лет пушка пролежала на дне ущелья. В 1966 году, на День Победы, комсомольцы-поисковики вернули пушку на вершину и создали вокруг неё мемориал. На высоте, с которой открывается вид на обрывы Тырке, находятся несколько братских и индивидуальных могил партизан, погибших в том неравном бою.
Пушка несмотря на возраст находится в удовлетворительном состоянии. Качественная сталь сопротивляется коррозии, нарезы в стволе сохранились. Более пострадали деревянные делали лафета. На стволе надпись: «С. Петербургский литейный заводъ, № 196, 1902 года». Около 20 лет пушка пролежала на дне ущелья, а в 1966 году, ко Дню Победы, комсомольцы вернули пушку на вершину и создали вокруг неё мемориал.
Выявленный объект культурного наследия. Взят на учёт приказом Комитета по охране культурного наследия от 16.01.2006 № 1.
Со временем на горе Юке-Тепе силами поисковиков вокруг пушки вырос целый мемориальный комплекс: реконструирована землянка радистов, наблюдательный пункт разведчиков, в специальном контейнере установлена Книга Памяти.
С 20 декабря 2016 года  Объект культурного наследия народов РФ регионального значения. Рег. № 911710873420005 (ЕГРОКН)

### Другие памятники

На вершине Юке-Тепе
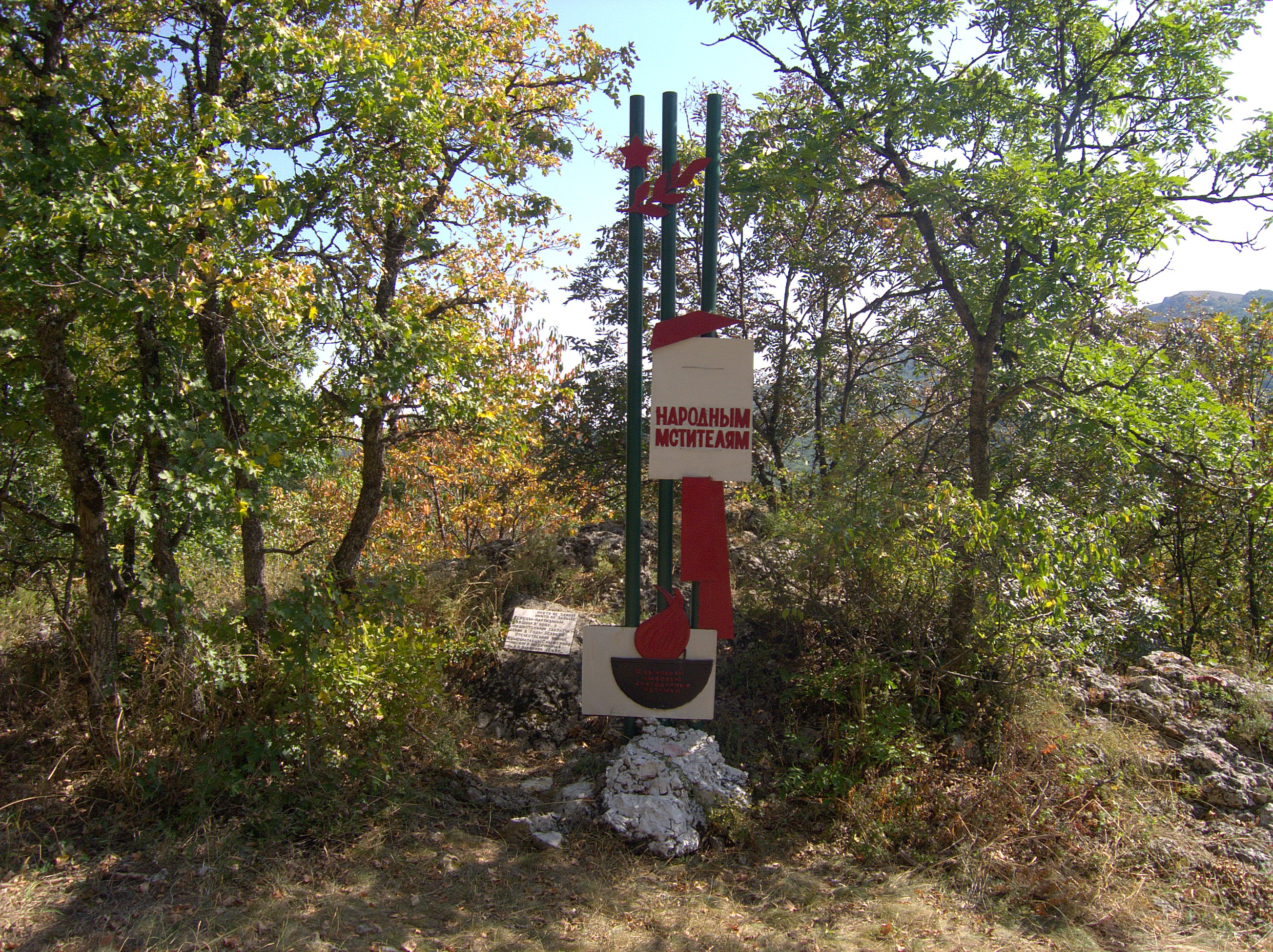
Народным мстителям
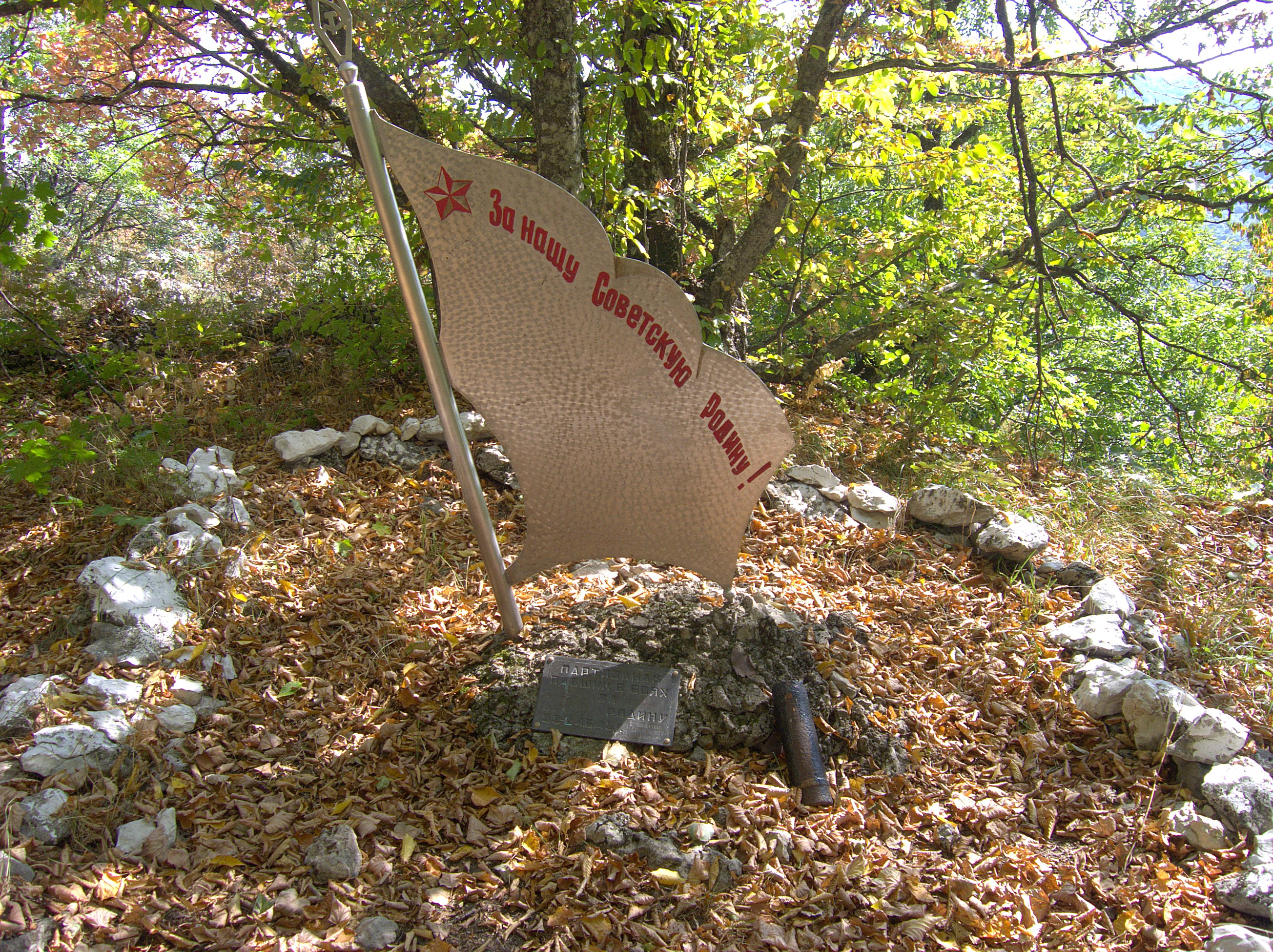
Партизанское знамя
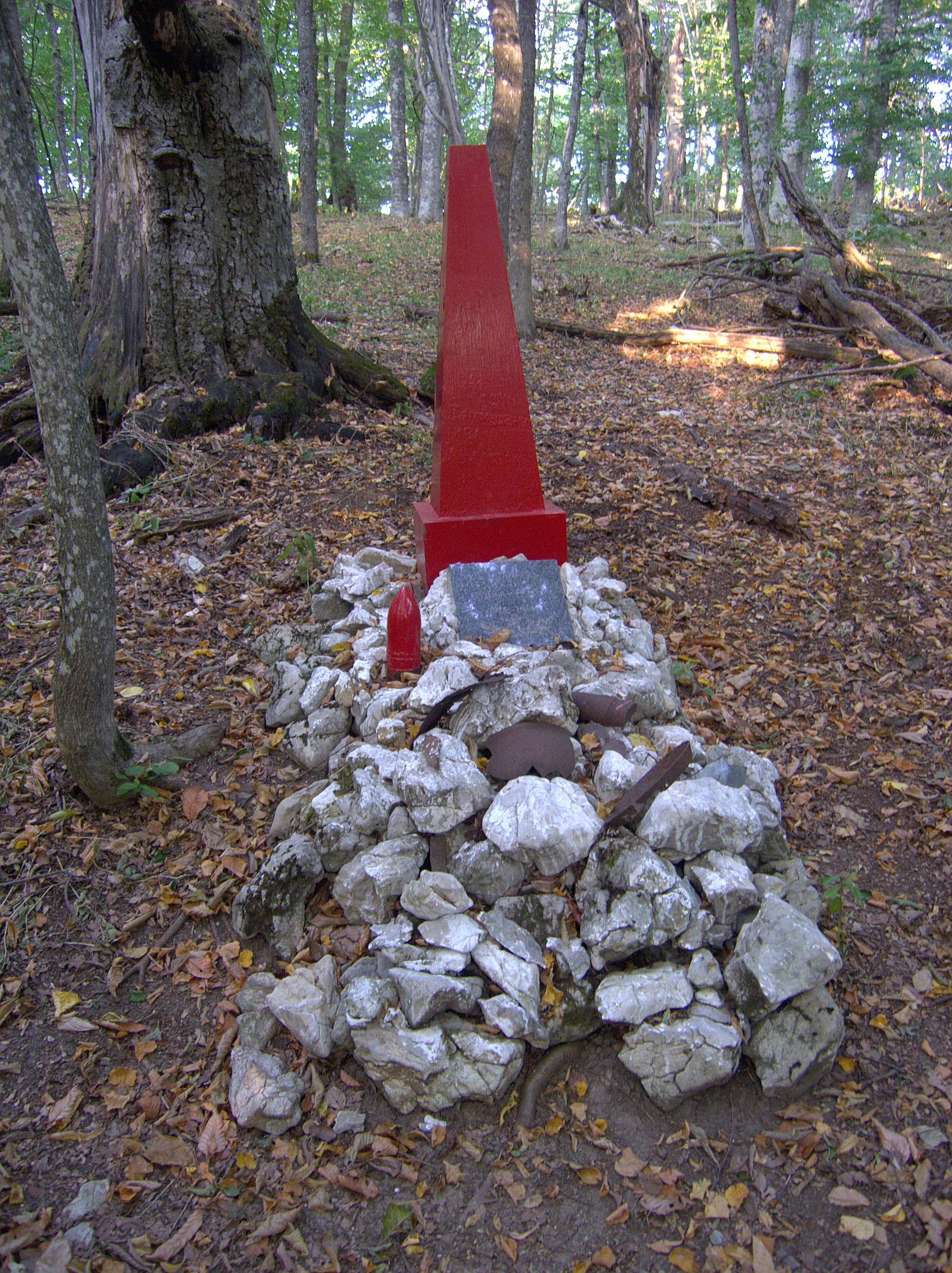
Могила партизана И. А. Самищенко
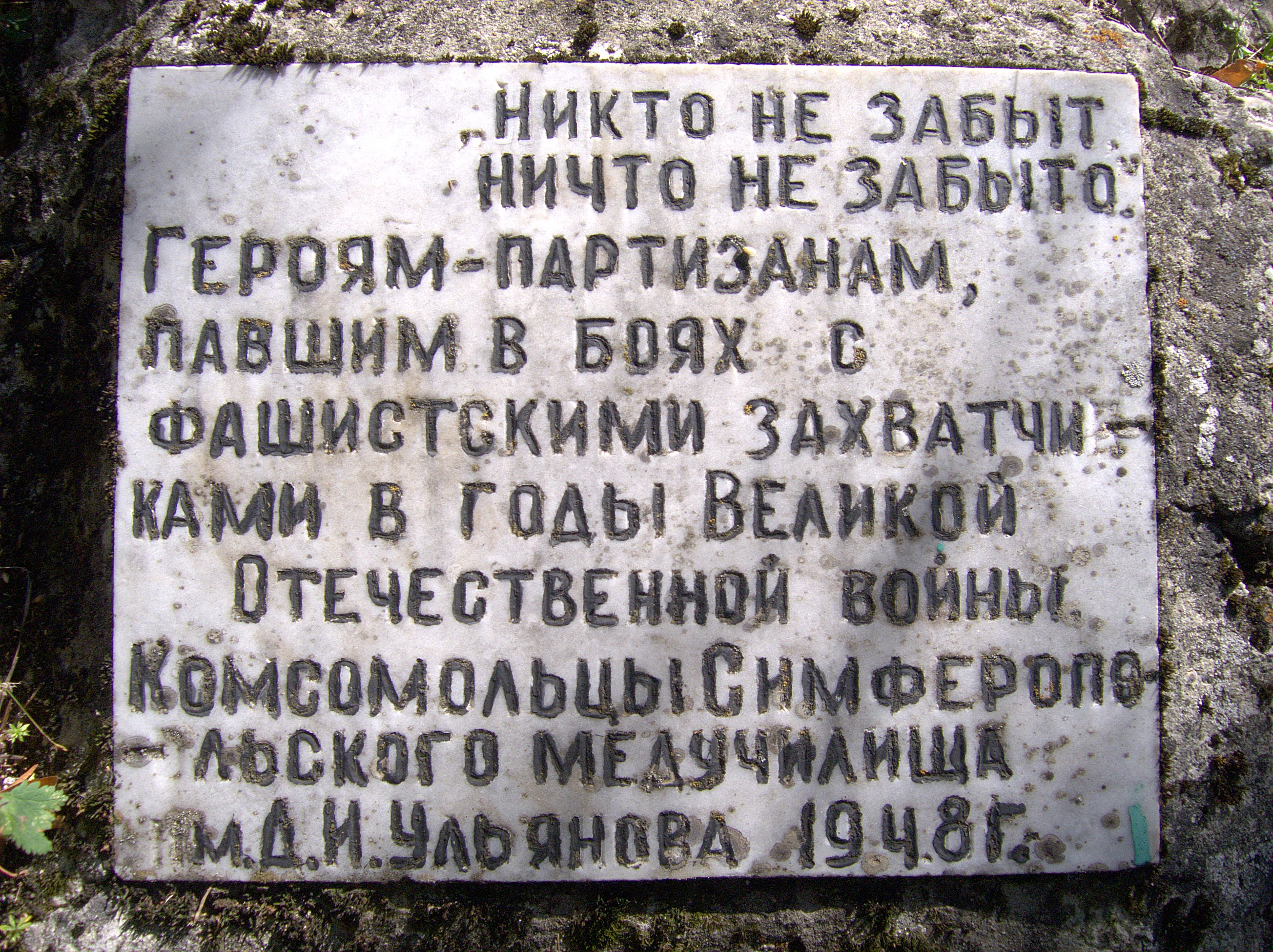
От комсомольцев Симферопольского медучилища, 1948
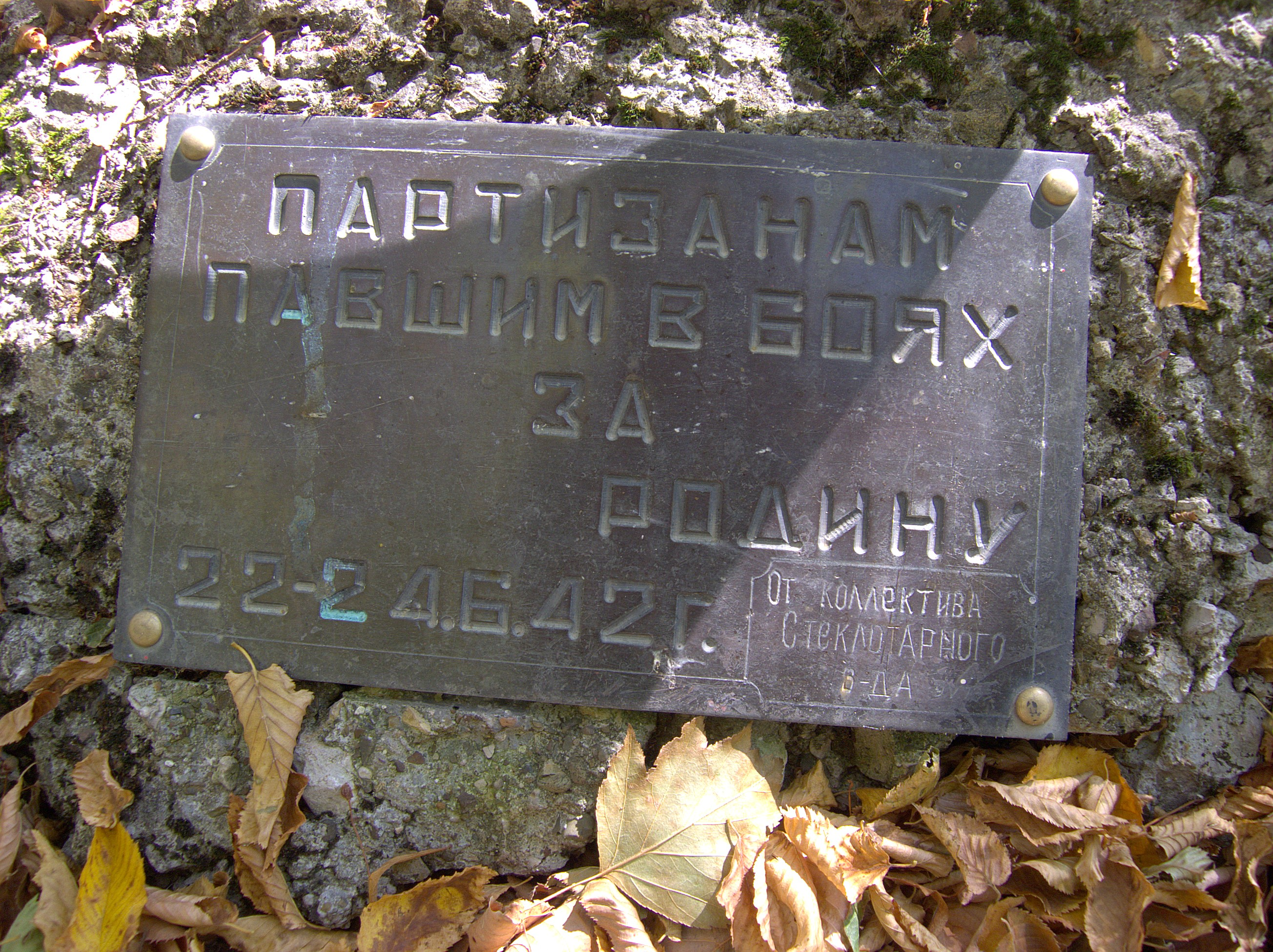
От работников стеклотарного завода

На вершине горы — Памятный знак «Народным мстителям».
Восточнее пушки расположена могила партизана Самищенко 44°50′43″ с. ш. 34°26′02″ в. д.. Надпись на памятнике: Самищенко Иван Андреевич 1925—1944. Рядом восстановленная землянка.
На юго-восточном склоне горы, к востоку от скального выступа — памятник Партизанское знамя 44°50′30″ с. ш. 34°26′06″ в. д..

У подножия Юке-Тепе в русле Бурульчи
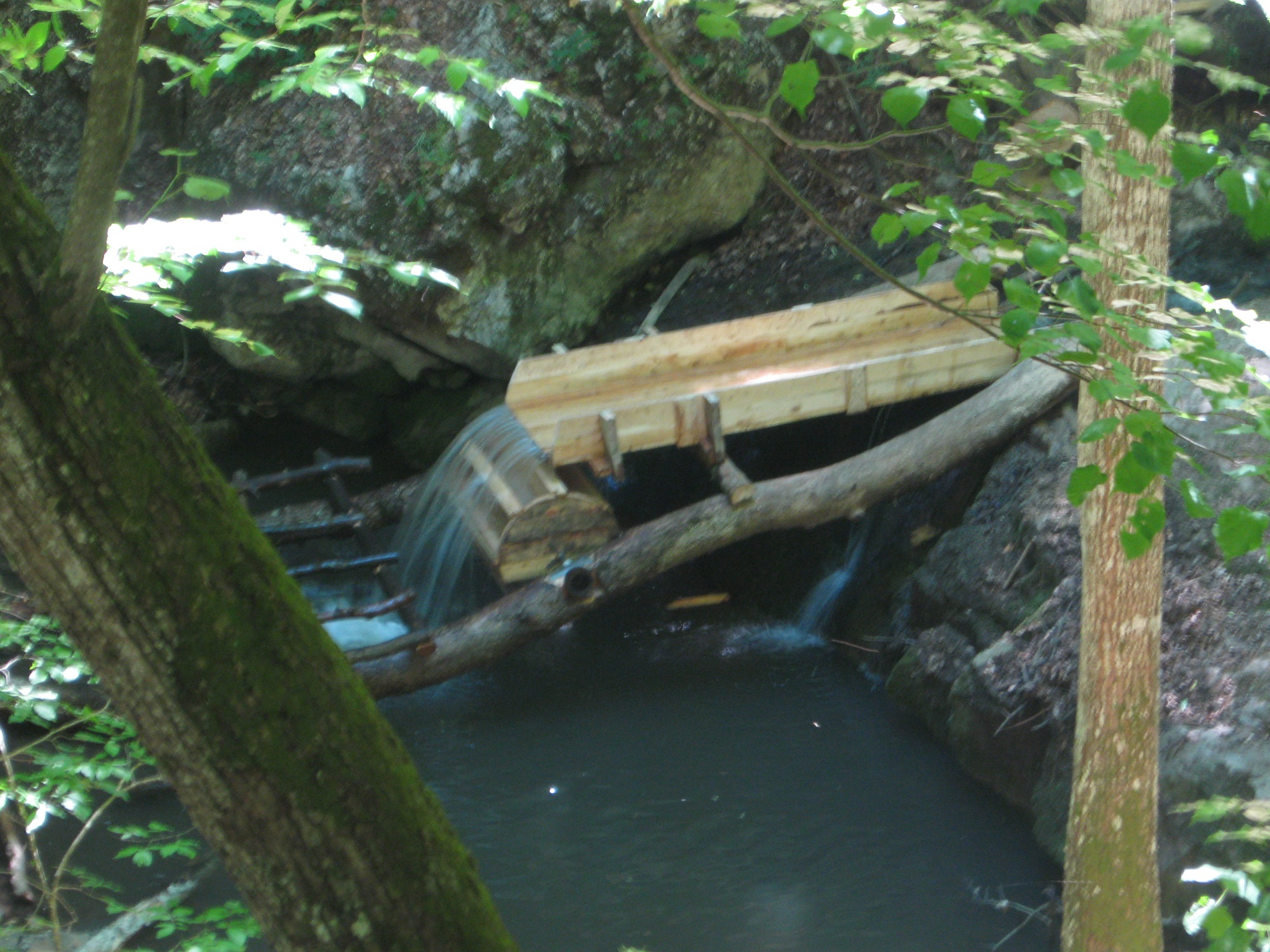
Партизанская мельница (реконструкция)
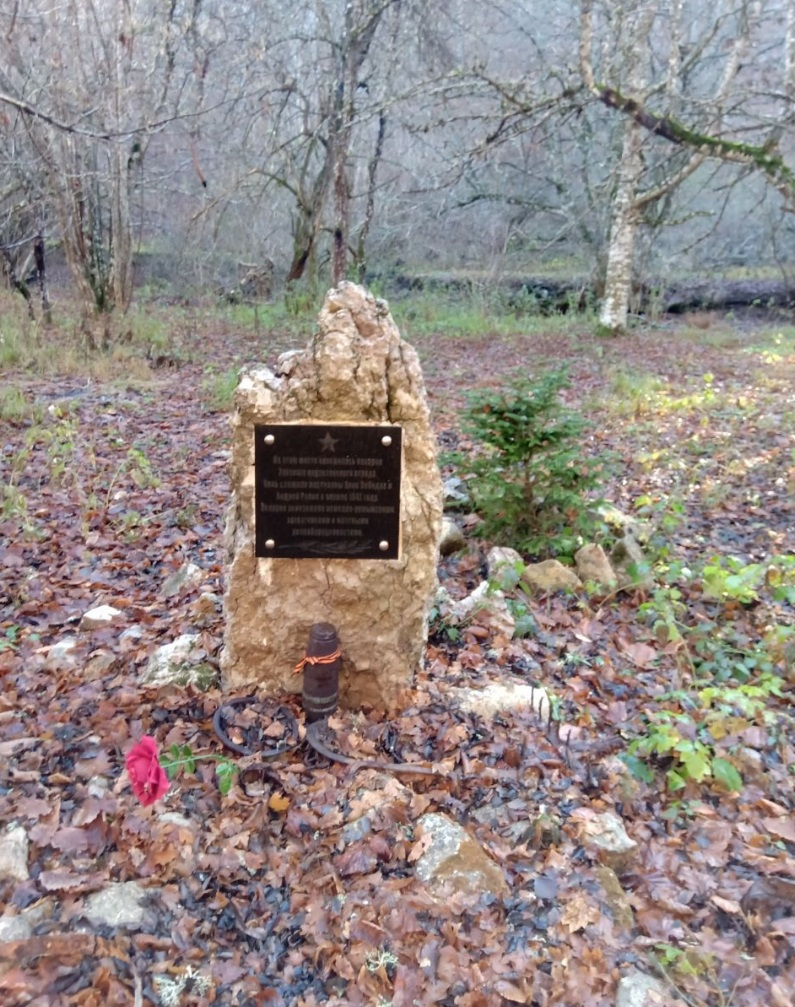
Знак на месте партизанской пекарни
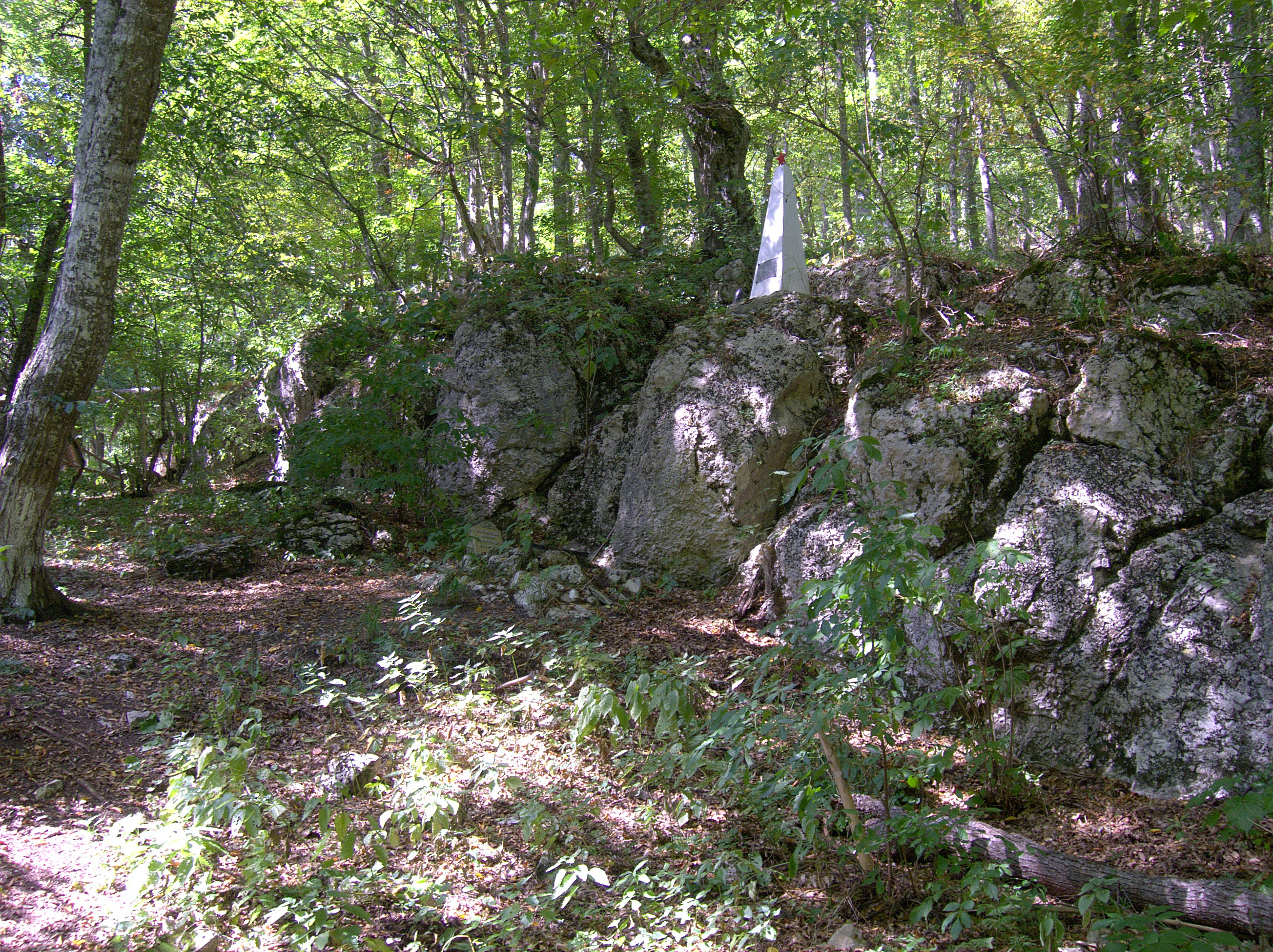
Место подвига и героической гибели 24 июля 1942 Халанского Макара, Чубарова Леонида, Кострубей Нины Петровны

Внизу к западу, у русла Бурульчи, партизанская мельница 44°50′35″ с. ш. 34°25′28″ в. д..  Построили ее в 1942 году партизаны Завгородний, Ерохин и Лебедев. Неоднократно обновлялась поисковиками.
Ниже по течению — Памятник на месте подвига партизан. 44°50′48″ с. ш. 34°25′36″ в. д.. Место подвига и героической гибели 24 июля 1942 Халанского Макара, Чубарова Леонида, военврача Кострубей Нины Петровны.
Ниже по течению — партизанский минный завод.
Многочисленные таблички-посвящения от трудовых коллективов, комсомольских организаций, поисковых отрядов по всему району.
В вершине подходит ряд туристических маршрутов № 145, № 146 с запада, № 147 с востока и № 157 с северо-востока. Во время СССР имелся особый туристический маршрут по партизанским местам. После аннексии Крыма Россией традиции патриотического воспитания возрождаются. В ходе таких походов также ремонтируются памятники.